# Herszon
Herszon (ukránul Херсон (IPA: [xɛrˈsɔn]) város Ukrajna déli részén,  a Krímtől északnyugatra, a Dnyeper torkolatánál. A Herszoni terület és a Herszoni járás székhelye. Jelentős kereskedelmi központ és közlekedési csomópont. Folyami és tengeri kikötővel rendelkezik.

## Története

### Időszámítás előtti időszak
A modern város helye lakott volt már az időszámítás előtti időkben is. Az első ember a réz és bronz korszakban jelent meg a környéken, ahol a Herszon erőd volt. Az egyik központi parkban találtak egy szkíta temetkezési helyet az i. e. 4-3. századból. 1774-ig a régió a Krími Tatár Kánság része volt.

### A város alapításától a cári rendszer bukásáig
A várost II. Katalin orosz cárnő parancsára a Fekete-tengeri Flotta központi erődjeként Alekszandr Grigorjevics Patyomkin herceg alapította 1778-ban. A várost Iván Abramovics Gannibál tábornok felügyelete alatt építették fel az Alekszanderschanz nevű erőd körül. A Herszon név a Kherszonészosz nevű ókori görög kolónia nevének rövidüléséből származik, amelyet mintegy 2500 évvel ezelőtt a Krím-félsziget délnyugati részén alapítottak. A város egyik első épülete a Szent Katalin-templom volt, ahol később Potyemkint is eltemették. A Herszoni kormányzóság - amely akkoriban egész Dél-Ukrajnára kiterjedt - székhelyévé 1803-ban vált. Fejlődött a hajóépítés, nőtt a mezőgazdasági termékeket feldolgozó cégek száma. A régió gazdasági potenciálja 1861-től jelentősen növekedett. A Dnyeper-folyó medrének kotrása után Herszon fontos tengeri kikötővárossá vált. Az utolsó tarpan vadlovat a közelben fogták be1866-ban. A 20. század elején évente több tízmillió tonna gabonát exportáltak innen Angliába, Németországba, Dániába és más országokba. Jelentős volt az élelmiszeripar, a könnyűipar, a hajógyártás, a mezőgazdasági gépek gyártása, a földművelés és az erdőművelés. A vasúti kapcsolatot 1907-ben építették ki, 1908-ban pedig elkezdte működését az első városi erőmű. A város lakossága 1914-ben meghaladta a 80 ezer főt. A város nem csak közigazgatási, hanem a kulturális központja is lett Dél-Ukrajnának. Mezőgazdasági, tengerészeti, orvosi, kereskedelmi iskolák és tanárképző szeminárium működött a városban, amely rendelkezett színházzal, könyvtárral és két múzeummal is.

### Az 1917–1921 közötti időszak
A februári polgári demokratikus forradalom híre 1917. március 2-án ért el a városba, ahol létrehozták a Központi Tanácsot. Még ebben az évben megalakult az "Ukrán Ház" nevű politikai szervezet, amely az ukrán államiság kezdetének tekinthető. A Tanácsban az ukrán nemzeti demokraták, a kadétok, a bolsevikok, a mensevikek és mások is részt vettek.
A bolsevik csapatok 1918. január 18-án hét hónapra elfoglalták a várost. A vállalatokat államosították, a régi közigazgatási apparátust feloszlatták és bevezették az ún. forradalmi rendet.
Az osztrák-német csapatok 1918. április 5-én osztrák-német az ukrán Sich Riflemen vezetésével bevették a várost. Hetman (herceg) Pavlo Skoropadsky 8 hónapos uralma következett. Ezt váltja fel a Direktorátus 1919. január 29-én az angol-francia-görög csapatok érkezésével. 1919. március 8-án a bolsevik csapatok G. Grigorjev tábornok vezetésével elfoglalták a várost és a "szovjet munkavállalók és katonák" képviselők kormánya alakult. 1919. augusztus 13-án Herszon ellenőrzése alá került az ún. Dél-Oroszországi önkéntes hadseregnek.
1918. április 16-án elfoglalta a Vörös Hadsereg. A város létrehozta a szovjethatalom rendszerét.

### Két világháború közötti időszak
1923. márciusban Herszon központja lett a Herszoni területnek.
1925. júniusban megszűnt a Herszoni terület. A város és a környező terület beolvadt az Odesszai területbe, ekkor a város lakossága 46 230 fő volt. Ekkor épült a nagy ipari vállalatok sora: az édesipari gyár (1928), a konzervgyár (1929), az elektromos gépgyár (1932), a pamut feldolgozó (1933) és 1931-ben bővítették új épületekkel a hajógyárat, végül az egyik legnagyobb az állami beruházásként megépült a kőolajfinomító. Jelentősen megnövekedett az áruforgalom a Herszoni kikötőben (1939-ben elérte az 1 millió tonnát).
1925-ben megnyitott a herszoni repülőtér. Ebben az évben négy klinika, három kórház, 22 óvoda, 59 iskola és 2 egyetem volt a városban.
A repülős iskola, - a város egyik oktatási büszkesége,- képzett ki számos pilóta-hőst a Szovjetuniónak.

### Német-szovjet háború
A háború alatt 22 500 ember csatlakozott városból az önkéntesek soraiba.
1941 augusztusában három gyárat (az olaj, a mezőgazdasági mérnöki, a hajójavító üzemet) evakuáltak 130 ezer emberrel. 1941. augusztus 15. és 18. között a német csapatok és a várost védő 51. gyalogoshadosztály és Duna Flottilla hajósainak rövid csatája után Herszont elfoglalták a németek. A várost a Reichskommissariat Ukrajna német protektorátushoz csatolták.
1944. március 13-án a német megszállás véget ért, bevonult a városba a 49. Gárda lövészhadosztály Vaszilij Margelov ezredes parancsnoksága alatt és 295. gyalogoshadosztály A. P. Dorofejeva ezredes vezetésével. A város és régió visszatért a Szovjetunióba. A német megszállás alatt aktív volt az ukrán nacionalisták szervezete.

### A II. világháború utáni időszak
1944. márciusban Herszon ismét visszakapta területi székhelyi rangot az ukrán köztársaságon belül.
Fröccsöntő ipara az 1950-es években alakult. A tovább bővítették a hajógyárat. Felépült a Petrovszkij erőmű. Az olajipari, a gyapotfeldolgozó és a malomipari üzemek létesültek. 1951-ben kész az első két tartályhajó a "Herszon" és a "Félelmetes". 1952-ben összorosz építésű gyapotfeldolgozó gyárat avatták fel, "az első a Cserni - szövés-fonás gyár" néven, 1955 januárjában került a boltokba az első méter itt készült szövet.
Az 1960-as években megjelent a város utcáin trolibusz. 1961 óta rendszeres szárnyashajó közlekedés a Herszon-Odessza útvonalon.
1977 márciusában Herszon megkezdte a közúti híd építését a Dnyeper bal partja és a Krím-félsziget között.

### Ukrajna függetlenségi időszaka
1991 után viszonylag stabilan túljutott a gazdasági és szociális válságon. Új vállalkozások jelentek meg köztük az autógyártó SKIF társaság és az Auto-Rus vállalat, amely buszokat gyárt. A hajógyár sok külföldi megrendelést kapott, az olajfinomítóba hatalmas orosz és kazah tőke érkezett.
Külön ki kell hangsúlyozni a történelmi emlékek helyreállítását, beleértve az városalapító Grigorij Patyomkin emlékművét,- amely 1920-ban megsemmisült. 2002-ben megkezdték a Nagyboldogasszony székesegyház helyreállítását. Felújították a római katolikus templomot és felépült az evangélikus templom is.

### Orosz–ukrán háború
Az orosz hadsereg 2022 március 3-án elfoglalta Herszont, nem sokkal később pedig a megye területének csaknem egészét. 2022. szeptember 23–27. között Oroszország népszavazást rendelt el a terület Oroszországhoz való csatolásáról, amit a nemzetközi közösség elítélt. 2022. szeptember 29-én Vlagyimir Putyin orosz elnök elismerte a Herszoni terület függetlenségét, majd szeptember 30-án pedig hivatalosan is annektálta a megyét, annak ellenére hogy az orosz hadsereg nem irányította annak egész területét.
A 2022 szeptemberében kezdődött ukrán ellentámadást követően Szergej Sojgu orosz védelmi miniszter 2022. november 9-én utasította az orosz erőket, hogy vonuljanak ki a városból, majd csoportosuljanak a Dnyeper bal partján. A megszálló erők kivonását követően az ukrán hadsereg november 11-én felszabadította a várost.

## Közigazgatás
Három kerületből (rajon) áll. Kettő közülük még a város oroszországi gyarmati korában jött létre.
- Dnyeper Dnipro kerület, névadója a Dnyeper folyó
- Komszomol kerület, névadója az orosz kommunista ifjúsági szervezet, Komszomol
- Szuvorov kerület, névadója az orosz Szuvorov tábornok

## Népesség

### Népességváltozás
| Lakosok száma | 358 000 | 355 379 | 363 000 | 328 360 | 297 593 | 296 161 | 291 428 | 287 000 | 283 649 | 279 131 |
|               | 1987    | 1989    | 1996    | 2001    | 2014    | 2015    | 2018    | 2019    | 2021    | 2022    |

### Etnikumok
- Demográfiai adatok 2001-ben: 76,6% ukrán, 20,0% orosz, 3,4% egyéb
- 1926-os népszámlálás: 36% ukrán, 36% orosz, a 25% zsidó, 3% egyéb.

## Gazdaság
Jelentős vasúti csomópont. A Dnyeper torkolatánál fontos kikötője a Fekete-tengernek.
Fontosabb iparágak: fémfeldolgozás és gépipar (különösen a hajóépítés és mezőgazdasági gépészet), élelmiszer- és textilipar.

## Kultúra

### Látnivalók

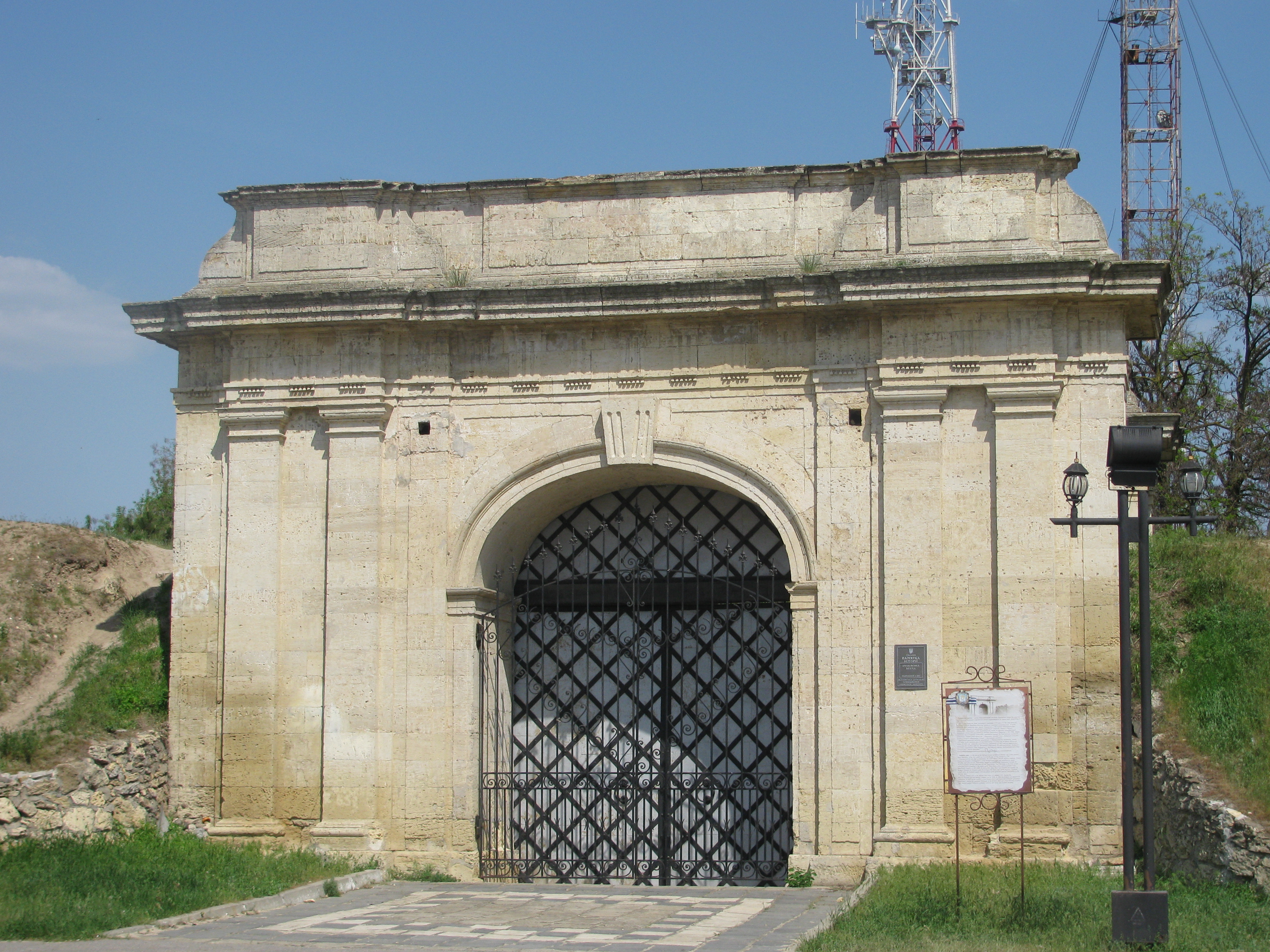
Az Ocsakivi kapu

- A Herszoni vár: A Herszon város vára. 1778 1787 között épült. Az egykori vár területén találtak egy szkíta temetkezési helyet az i.e. IV.-III. századból. Jelenlegi maradványai: falakrészek és kapuk. Az erőd a városi parkban van. (Lenin Komszomol Park).
  - Története: Herszon erődöt 1778. szeptember 8-án M. N. Vetosnikova főépítész alapította, az Admiralitás Igazgatóságáról. - Az építési projekt számos jelentős változáson és kiigazításon ment át Hannibal I. A. és Herman I. Haksom mérnökök által. 1784-85-ben teljesen átalakították az eredeti terveket. Az új építésvezető M. I. Korszakov volt. 1788-ra a vár elkészült.
  - 1787 előtt Herszon fel volt osztva 4 részre: l. központi rész- az erőd és közvetlen környéke, 2. katonai külvárosok- keletre az erődtől, 3. az északi külvárosok- északnyugaton, 4. és a görög (kereskedő) város, a nyugati partja mentén, a Konki folyónál. Ez választotta el a karantén szigetet a várostól.
  - Az erőd kialakítása: Földes erődítményként kezdték építését. Vár megnyúlt csillag formájú. A vár körüli árokból öntik a földet dombhalmokba, amelyek a bástyákat kötik össze. Összesen 220 ágyút helyeztek el a falakon. A falon belülre egy összetett közigazgatási és ipari épületkomplexum került. Egy híres építészeti jelkép volt a Palota tér, közepén az erőddel. Palota tértől északra– a Potemkin palota, a keleten– a pénzverde épülete a délen - az Arzenál és nyugaton - Katalin-székesegyház. Herszon vár bástyái és számos épülete félhold alakú volt és fellegvár erősítésű, egyik oldalán a Dnyeper folyóval. A területen található a fegyvertár, 600 puskával, sok különböző fegyvert és lőszert szállítottak ide amikor felszámolták a Szent Erzsébet várat. A kő-laktanyában,- amelyet úgy terveztek, hogy képes legyen 24.000 katona befogadására,- volt található 8 gyalogezred. Szintén itt volt az erőd mérnöki irodája és a belső helyőrségi zászlóalj. A Herszon erődben voltak még üzletek, puskaporos raktár, udvari lakások, katonai foglyok börtöne, tüzérségi műhely, a Szent Katalin székesegyház, fa harangtorony, valamint a Potemkin herceg Palotája. A várban volt néhány kapu, ahonnan Moszkva illetve Szentpétervár felé indultak utak, illetve amelyek összekötik a várat a katonai külvárosokkal és az Ocsakovszkaja kapu ami felvonóhíddal az árok felett vezetett kereskedő város felé. Pár épület még mindig fennmaradt az erődítményből a Katalin-székesegyház, az Arsenal, a puskaporos raktár (újratervezték, most egy modern étterem), és két kapu: az Ocsakovszkaja és a Moszkva. 1953-ban a várat parkosítják Lenin Komszomol néven és fokozatosan szinte minden árkot beborítottak az erőd körül.
- Adziogol világítótorony: hiperboloid szerkezet által tervezett V. G. Sukov (1911)
- Zsidó temető - Herszon nagy zsidó közössége, 1650 körül alakult. 1959-től 1990-ig nem volt zsinagóga Herszonban. Azóta mind a zsidó élet nőtt, és fejlődik békében. Mindazonáltal, a zsidó temető rendszeresen szenvedett a vandalizmustól. A sírokat már többször borították szeméttel és a sírköveket megsemmisítették és meggyalázták. 2012. április 6-án a legfontosabb fesztivál a zsidó húsvét alatt történt az a temetői gyújtogatásos vandalizmus melynek következtében a tűz mintegy 700 négyzetméterre terjedt ki és súlyos károkat okozott a sírokban és a sírkövekben.
- Herszon Területi Múzeum / Херсонський обласний краєзнавчий музей (Lenin u. 9.). Regionális múzeum, a legnagyobb gyűjteménye a tárgyi bizonyítékok és cikkek a történelem és a kultúra a Herszoni területen, az egyik leghíresebb múzeum Dél-Ukrajnában. Korábban 1907-től - Herszon város régiség és művészeti múzeuma. 1911 óta Herszon Területi Múzeum. 1860-as V. Hoskevics-féle ásatási anyag alapozta meg a múzeumot. A jelenlegi épület 1963-ig a Herszon Természettudományi Múzeum székhelye volt. A múzeum kiállítási anyaga 3 részből áll: természet, a forradalom előtti múlt(régészeti leletek a bronzkorból, a Olbia kolostor, szláv települések 9-11. században) és a szovjet történelem. 2011 áprilisában a múzeum új a részleget nyitott (több mint 5000 kiállítási tárggyal), az Asztronautikai története címmel. Kihelyezett múzeumai Kahovka, Novy Kahovka, Genicseszk és Ciurupinszk településekben.
- Alexis Sovkunenko Herszon Művészeti Múzeum / Херсонський художній музей імені Олексія Шовкуненка. A Művészeti Múzeum 1978.májusában nyitotta meg kapuit, az egykori városháza épületében. A volt városháza kiemelkedő építészeti emléke a korai XX századnak.

Az épület története: A városháza az egyik fő jelképe a városnak. Itt volt található: a Városi Tanács, a polgármesteri hivatal, a rendőrség, az árvák bírósága és az állami bank is. A városi közintézmények révén megtestesült központja volt a városi életnek. Ma ez az épület a város kulturális életének a központja. 1900-ban a polgármester, Volokhin veti fel a javaslatot épületek építésére a helyi önkormányzat és néhány önkormányzati szervezet részére. A fiatal építész odesszai Adolf B. Minkus (1870-1948) terveit fogadták el. Későbbi híres munkái Odesszában és Kijevben és Harkovban is láthatók. Az épület 1905 májusára lett kész, nagyon rövid idő alatt és teljes mértékben megfelelve a kor műszaki és esztétikai igényeinek készült. 1907 elején egy új épületbe költöztek az városi intézmények. Az épület számos építészeti stílust képvisel, de mégis úgy néz ki, mint egy egységes építészeti egész. Sajnos, sem az építészek nem városi tisztviselők nem látták, hogy egy évtizeddel később a közlekedés, a rezgésnek való kitettség és a kipufogógáz miatt elkezd majd összeomlani. Gyűjteményei: Jelenleg több mint 10.000 tétel. Az ukrán és külföldi festmények, rajzok, szobrok, iparművészeti tárgyak, orosz ikonográfia XVII. századból és a helyi kortárs művészek alkotásai.
- B. A. Lavrenev író Irodalmi Lakásmúzeuma / Літературний музей Лавреньова.
- Természet és Ökológiai Múzeum / Природно-екологічний музей.

### Templomok
Ukrán Ortodox egyház (Moszkvai patriarchátus) templomai
- Mennybemenetel-katedrális (Собор Успіння Пресвятої Богородиці)
- Szent Katalin- (Szpasszkij-) székesegyház (Свято-Катериненський (Спаський) собор)
- Szentlélek-székesegyház (Святодухівський кафедральний собор)
- Görög-Zsófia-templom (Греко-Софійська Церква)
- Mindenszentek temploma (Храм Всіх Святих)
- "Kaszperovszki Szűzanya" ikon temploma (Храм Касперівської ікони Божої Матері)
- "Minden gyászoló öröm" ikon temploma (Храм ікони «Всіх Скорбящих радість»)
- Szent Lukács-templom (Храм святителя Луки)
- Herszoni Prokop temploma (Храм Прокопія Херсонського)
- Krisztus dicsősége templom (Хрестовоздиженський храм)
- Gyertyaszentelő székesegyház (Кафедральний собор Стрітення Господнього). Építész: C.I. Kvinto. Kivitelező: V.I.Volokhin. Cím: Engelsz u.45. Története:
  - 1889. február 2-án szentelték fel a templomot. 1893-ban, templomban iskolát alapítottak a szegény családokból származó gyermekeknek.
  - Az 1917. októberi felkeléskor, (régebbi nevén a nagy októberi szocialista forradalom)- a város első megszállásakor,- a bolsevikok, a községi iskolát bezárták.
  - 1922-ben a templomot kirabolták a bolsevikok.
  - 1930-ban a templomot bezárja a szovjet hatóság, úgymond 'a munkavállalók kérésére'.
  - 1938-ban lerombolták a felső részét a templomnak - a kupolát és harangtornyot. A vallási irodalmat és az ikonokat a bolsevikok máglyán elégették. Az alsó részt átépítették gazdasági célokra.
  - 1941-ben, a német megszállás alatt a városvezetés újra megnyitja a templomot az istentiszteletekre. Miután a Vörös Hadsereg kiszorította a német megszállókat, a templom folytathatta munkáját.
  - 1962-ben újra a bezárás előtt állt, de hála a stabil hitközségnek és Alexei Olekszijenko püspök és Alexei Filipovics Zamaraev, plébános személyes kérésének a templom nyitva maradhatott.
  - 1989-ben megnyílt a templomban a felnőttek vallási iskolája.
  - 1992 óta van vasárnapi iskola, a gyermekek számára.
  - 1997. szeptember 10-én a templomba érkezik a pátriárka Őszentsége, Moszkvából és az ukrán Filaret pátriárka Kijevből.
  - 1997. október 19-én a székesegyház lett a főtemploma a herszoni püspökségnek.
- Szent Nagy Sándor-Templom (Храм Святої Великомучениці Олександри): Építész: K.I.Kvinto, kivitelező: V.I.Volokin. Cím: Perekopszkaja u. 3. Története:
  - 1898 májusában megkezdik a 2-es számú női gimnázium átépítését,- ez volt a templom eredetileg. A templom főleg magán adományokból épült.
  - 1902. augusztus 25-én szentelték fel.
  - 1921-ben ezen plébániában alakult az ukrán ortodox egyház helyi szervezete. Később a Herszoni Pedagógiai Intézet, általános műszaki kara kapja meg.
  - 1992. április 20-án a visszakapta az ukrán ortodox egyház
  - 1997 óta a plébánia az ukrán ortodox egyház kijevi patriarchátusához tartozik.
- Szent Péter-sírja templom (Храм святого Петра Могили)
- Szentháromság templom (Храм Святої Трійці).Sumenszki városrész
- Kijevi Barlangkolostori Szent Ágota-temploma (Храм Преподобного Агапита Києвопечерського). Világ.u.
- Közbenjárás templom (Храм Покрови Пресвятої Богородиці)
- Zoszimi-Szavvatija Szolovecki templom (Храм Зосіми і Савватія Соловецьких)
- Panteleimon Nagy Templom (Храм святого великомученика Пантелеймона)
- Szent Péter-Pál apostolok temploma (Храм святих апостолів Петра і Павла)
- György a Győzedelmes Temploma (Храм Юрія Переможця)
- Szent Miklós-templom (Храм святителя Миколая)"Sziget kerület"
- Nagy Hít, Remény, Szeretet templom (Храм святих великомученець Віри. Надії. Любов)
- Szent Jézus Szíve római katolikus templom (Римо-Католицька Церква Костел імені Пресвятого Серця Ісуса). Története:
  - A Herszoni Terület Állami Levéltára dokumentuma szerint "Szabadító jezsuita templom épült Jelizumom Schatz tiszteletére, 1792-ben."
  - Az 1820-as években ez volt az első kőépület.
  - 1917-ben a templom zárva volt.
  - 1918. április 28-án először tartottak ukrán istentiszteletet a városban, egy görögkatolikus pappal, P. Bacsinszkivel.
  - 1931-ben a templom bezárt.
  - 1958-ban, a felújított épületben a bolsevikok nyitották a városi gyerek moziját P.Morozova néven.
  - 1994 márciusában a római katolikus közösség visszatért a templomba.
- Vlagyimir-templom görög-katolikus kolostor (Українська Греко-Католицька Церква Монастир Святого Володимира)

### Oktatás

#### Egyetemek
- Herszon Állami Egyetem (Херсонський державний університет). 7500 hallgatója van
- Herszon Nemzeti Műszaki Egyetem (Херсонський національний технічний університет). 5400 hallgatója van
- Nemzetközi Üzleti és Jogi Egyetem (Міжнародний університет бізнесу і права)
- Makarov Admirális Nemzeti Hajógyártási Egyetem (Національного університету кораблебудування імені адмірала Макарова)
- Állami Tengerészeti Főiskola (Державний морський інститут). 5000 kadét jár ide.
- Állami Mezőgazdasági Egyetem (Херсонський державний аграрний університет)
- Közgazdasági és Jogi Intézet (Херсонський економічно-правовий інститут)
- Régióközi Akadémia Herszoni Intézet e(Херсонський інститут Міжрегіональної Академії)
- Harkivi Nemzeti Egyetem belügyi kara (Херсонський юридичний інститут Харківського національного університету внутрішніх справ)
- Európai Egyetem Herszoni Fiókintézete (Херсонський філіал Європейського університету)
- Ukrán Belügyminiszérium Nemzeti Belügyi Egyeteme (Національного університету внутрішніх справ МВС України)
- Odesszai Tengerészeti Oktatóközpont herszoni fiókintézete (Херсонський філіал Одеського морського тренажерного центру)
- "Ukrajna" Nemzetközi Szabadegyetem (Відкритий міжнародний університет розвитку людини «Україна»)
- Szláv Nemzetközi Egyetem (Міжнародного Слов'янського університету).

### Média
- Nyomtatott média: A Herszonban nyomtatnak körülbelül 20 különböző újságot és magazint. Közülük a társadalmi-politikai kérdéseket író a leghíresebb újság az „Akcenti” / «Акценты», és a heti „Telenedelja” / «Теленеделя», ismert reklám és információs kiadványok még :a „hrivnya” és a „kézről kézre”.
- Televízió: Herszoni regionális állami TV (HODTRK) „Szkítia”/ телерадіокомпанія (ХОДТРК) ТРК «Скіфія»; „VTV pljusz” televíziócsatorna / Телеканал «ВТВ плюс»; „TET–Herszon” televíziócsatorna / ТРК «ТЕТ — Херсон»; „Kor” televíziócsatorna / ТРК «ВіК»; „Itel-Hk” televíziócsatorna / ТРК «Ітел-Нк».

## Galéria

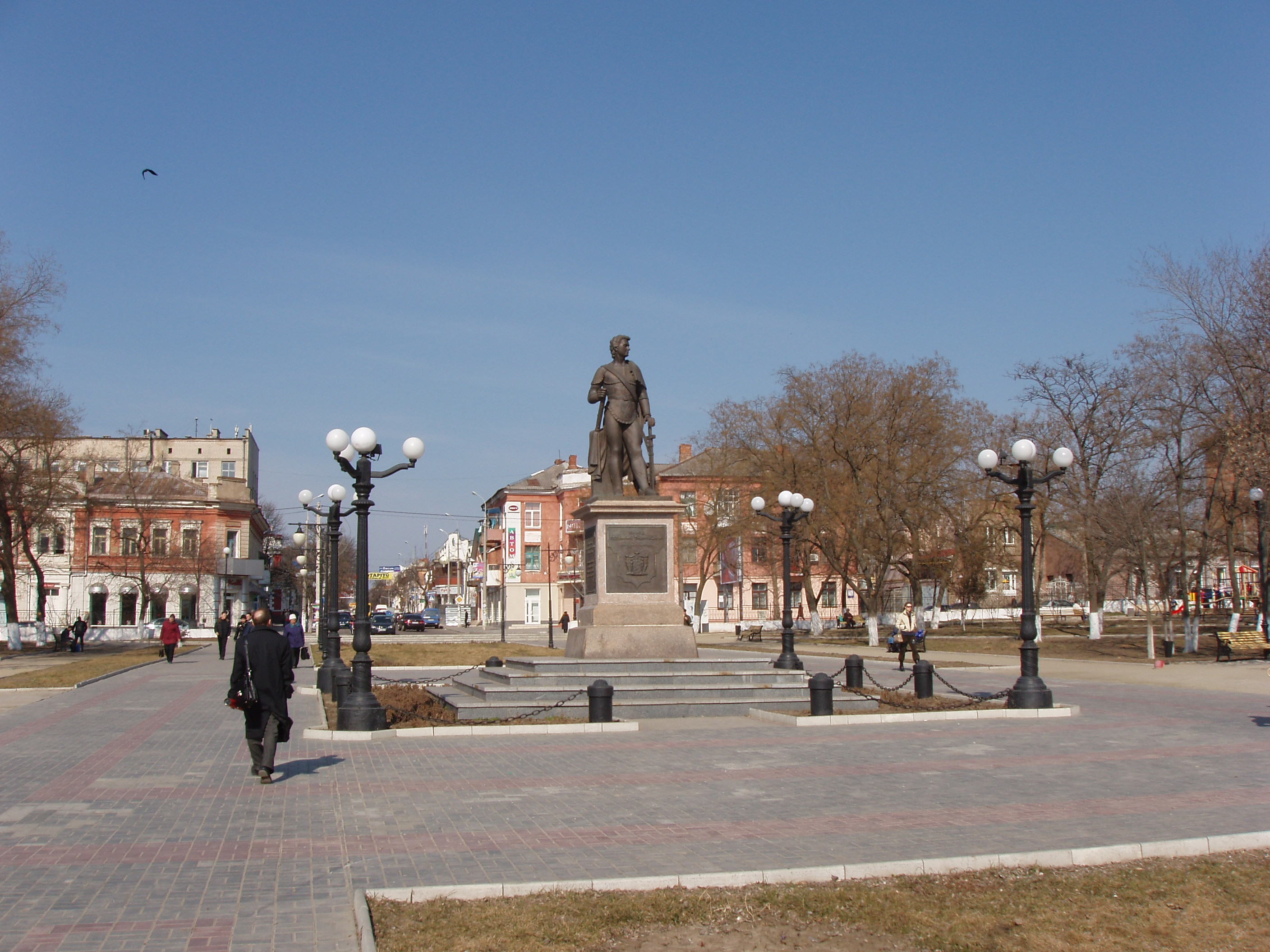
Patyomkin tér
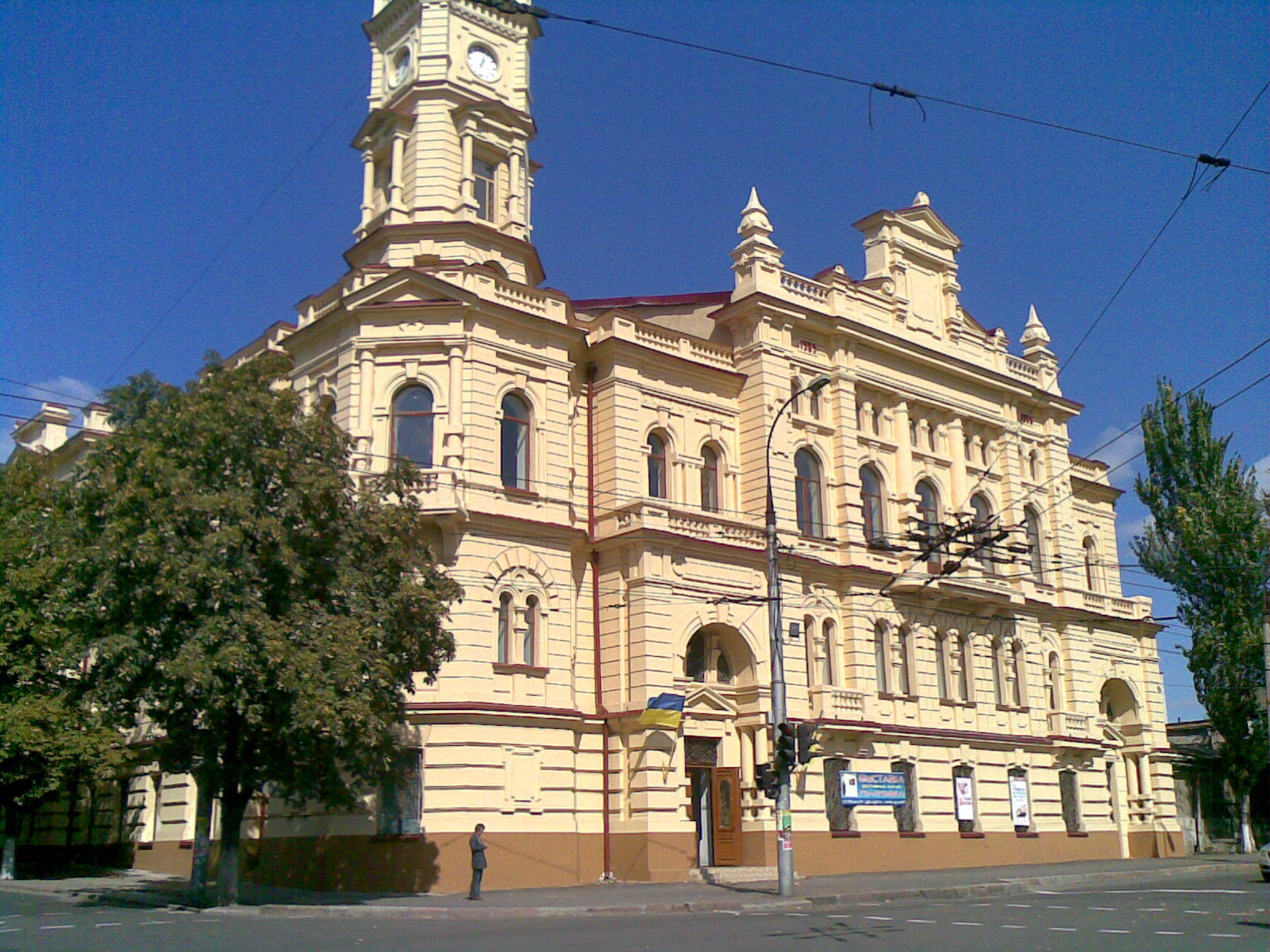
Városi Duma, ma Művészeti Múzeum
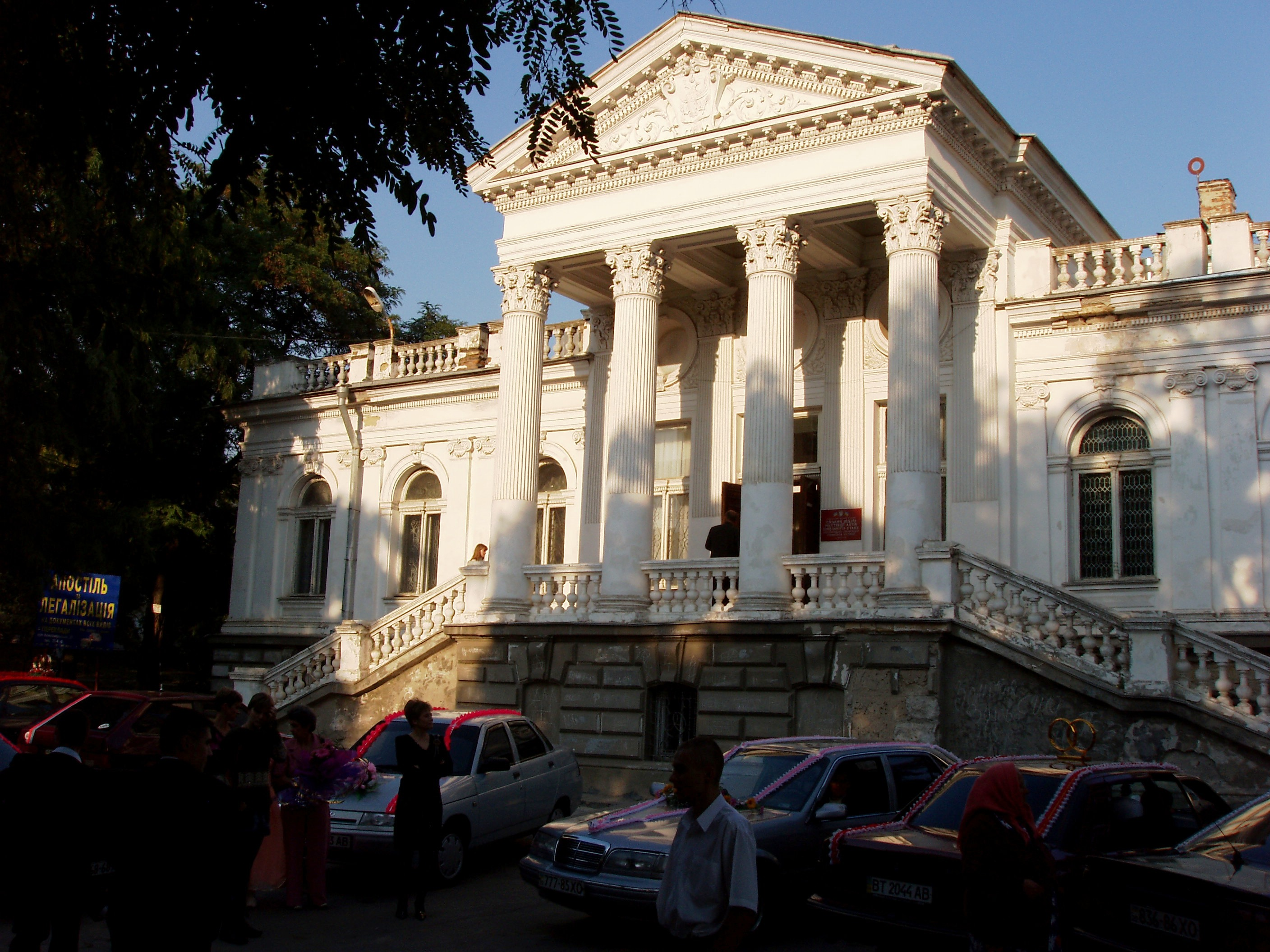
Városi Könyvtár
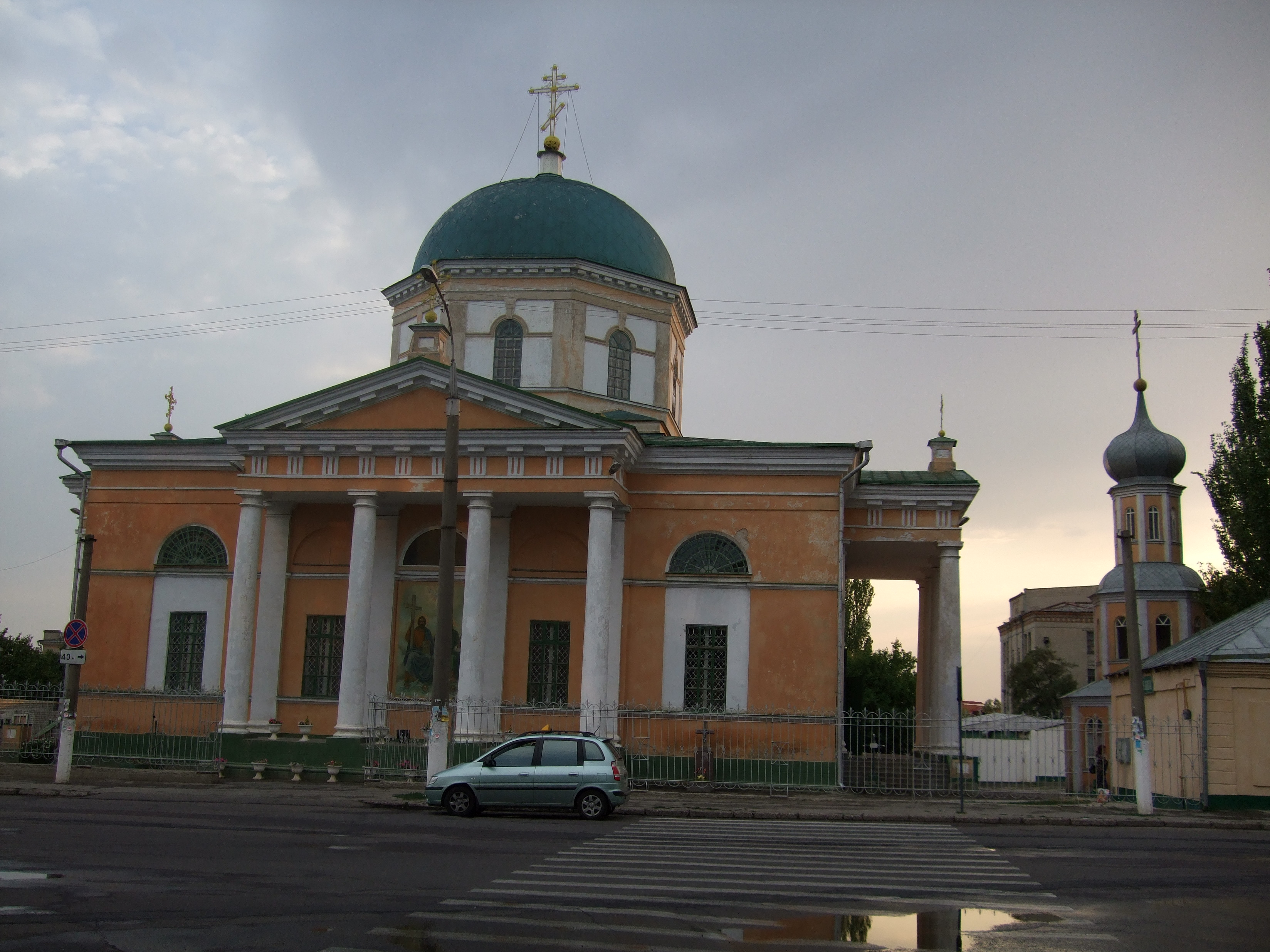
Szentlélek-székesegyház
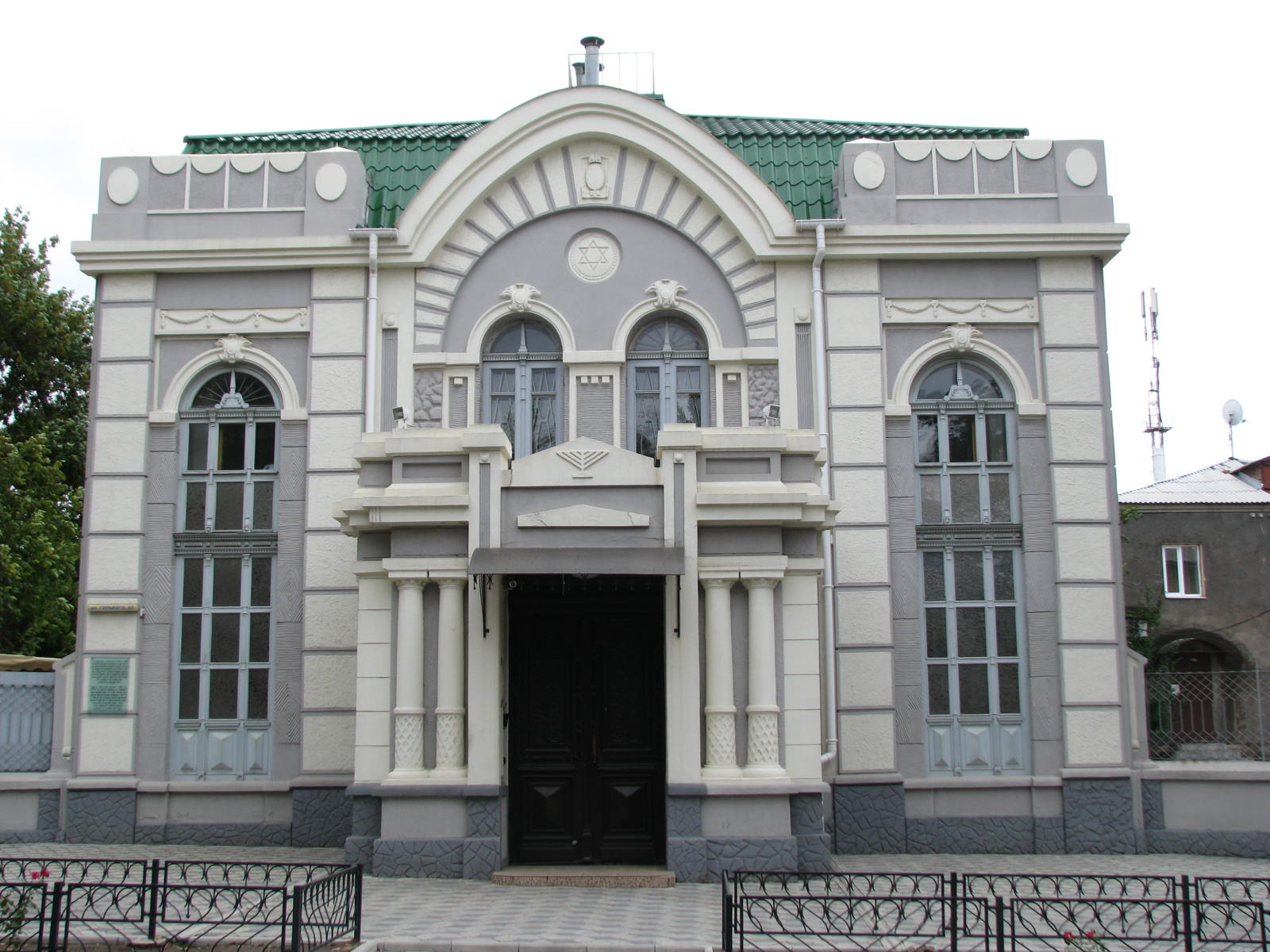
Habad zsinagóga
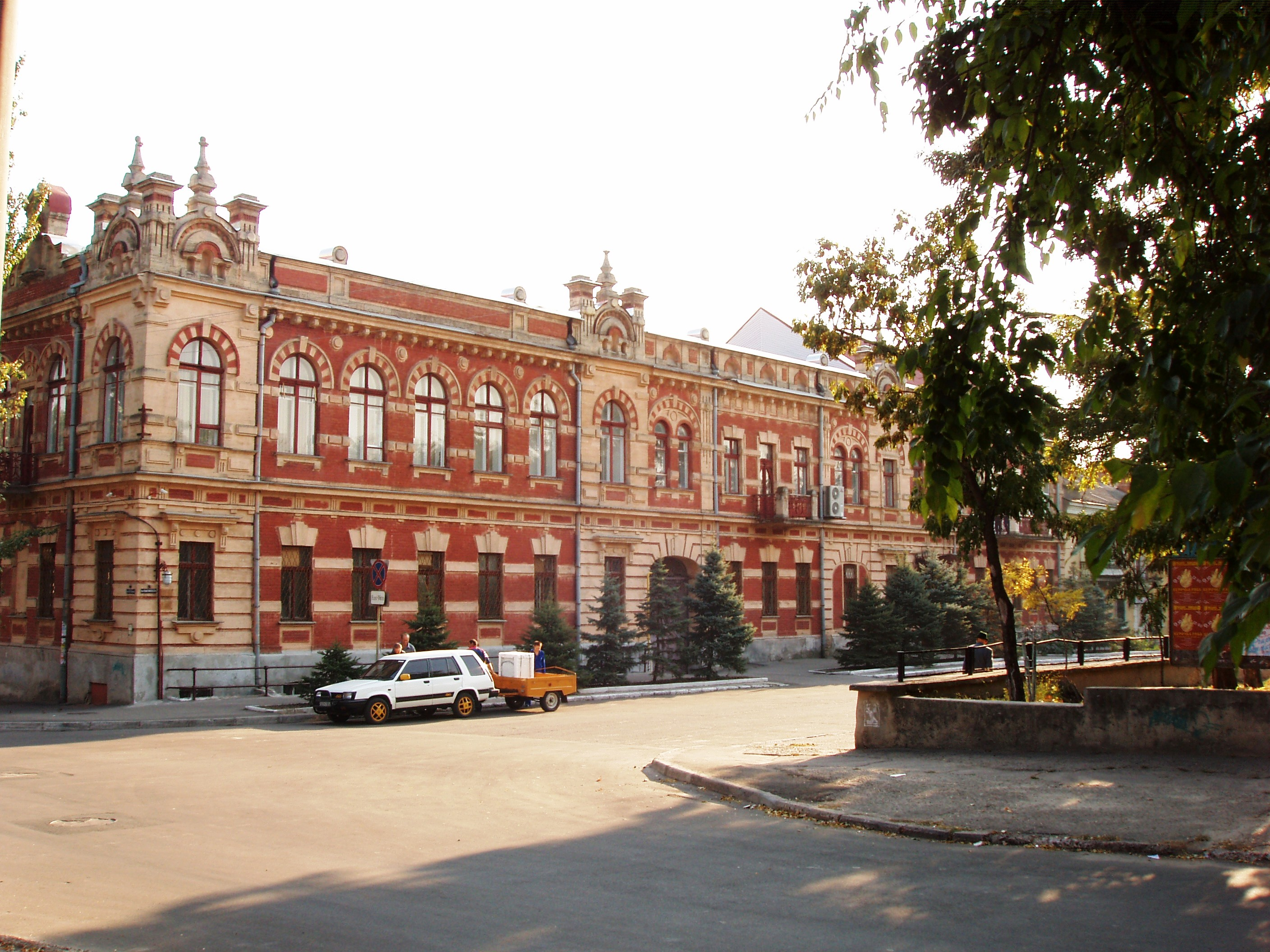
Utcakép

## Közlekedés

### Helyközi és távolsági közlekedés
- Herszoni nemzetközi repülőtér (vagy Csornobajivkai repülőtér) (Kód : KHE). 2500 m-es kifutópályával rendelkezik, mely képes fogadni a Boeing 737, Airbus 319/320 típusú repülőgépeket, valamint helikopterleszálló is található itt.
- A várost érinti az Odessza–Rosztov nemzetközi útvonal.
- Vasúti kapcsolata van Kijev (12 óra), Odessza (5 óra) és Szimferopol (7 óra) felé.
- Marsrutka minibuszok indulnak félóránkét Mikolajivbe (1¼ óra), óránként Odesszába (2½ óra)
- Buszok közlekednek Kijevbe (12 óra), Odesszába (4½ óra), a Krím és Kelet Ukrajna minden nagyobb városába.

## Testvérvárosai
- Zalaegerszeg
- Sumen
- Kent
- Oslo
- Zonguldak
- Rzeszów